# Farewell Tour
Farewell Tour è il primo album dal vivo dei The Doobie Brothers pubblicato nel giugno 1983.

## Tracce
1. Slippery St. Paul – 0:54
2. Takin' It To The Streets – 4:47
3. Jesus Is Just Alright – 6:21
4. Minute By Minute – 4:42
5. Can't Let It Get Away – 4:00
6. Listen To The Music – 3:40
7. Echoes Of Love – 2:53
8. What A Fool Believes – 4:05
9. Black Water – 4:26
10. You Belong To Me – 3:30
11. Slat Key Sequel Rag – 2:02
12. Steamer Lane Breakdown – 3:57
13. South City Midnight Lady – 5:56
14. Olana – 2:59
15. Don't Start Me Talkin' – 3:30
16. Long Train Runnin' – 6:16
17. China Grove – 3:42

## Musicisti
- Tom Johnston - guitar, vocals
- Patrick Simmons - guitar, vocals
- Michael Mc Donald - keyboards, synthesizers, vocals
- John Mc Fee - guitar, pedal steel, violins, vocals
- Keith Knudsen drums, vocals
- Chet Mc Cracken drums, vibrafone, marimbas
- Willie Weeks bass, vocals
- Cornelius Bumpus tenor and soprano, saxophones, syntesizers, organ and vocals
- Bobbie Lakind congas, percussion, vocals